# Heinrich Kautsch
Heinrich Kautsch, né à Prague en 1859 et mort à Vienne (Autriche) en 1943, est un sculpteur et médailleur tchécoslovaque[Information douteuse].

## Biographie
Actif à Paris entre 1889 et 1914, Heinrich Kautsch travaille auprès de Jean-Antoine Injalbert et Louis Auguste Roubaud. Il organise la section française de l'Exposition internationale de 1902 à Dusseldorf. 

## Œuvres dans les collections publiques
- Paris, musée d'Orsay : Portrait de profil droit d'Henry Vignaud, 1909, plaquette uni-face en cuivre argenté doublée en étain, 72 × 54 mm.

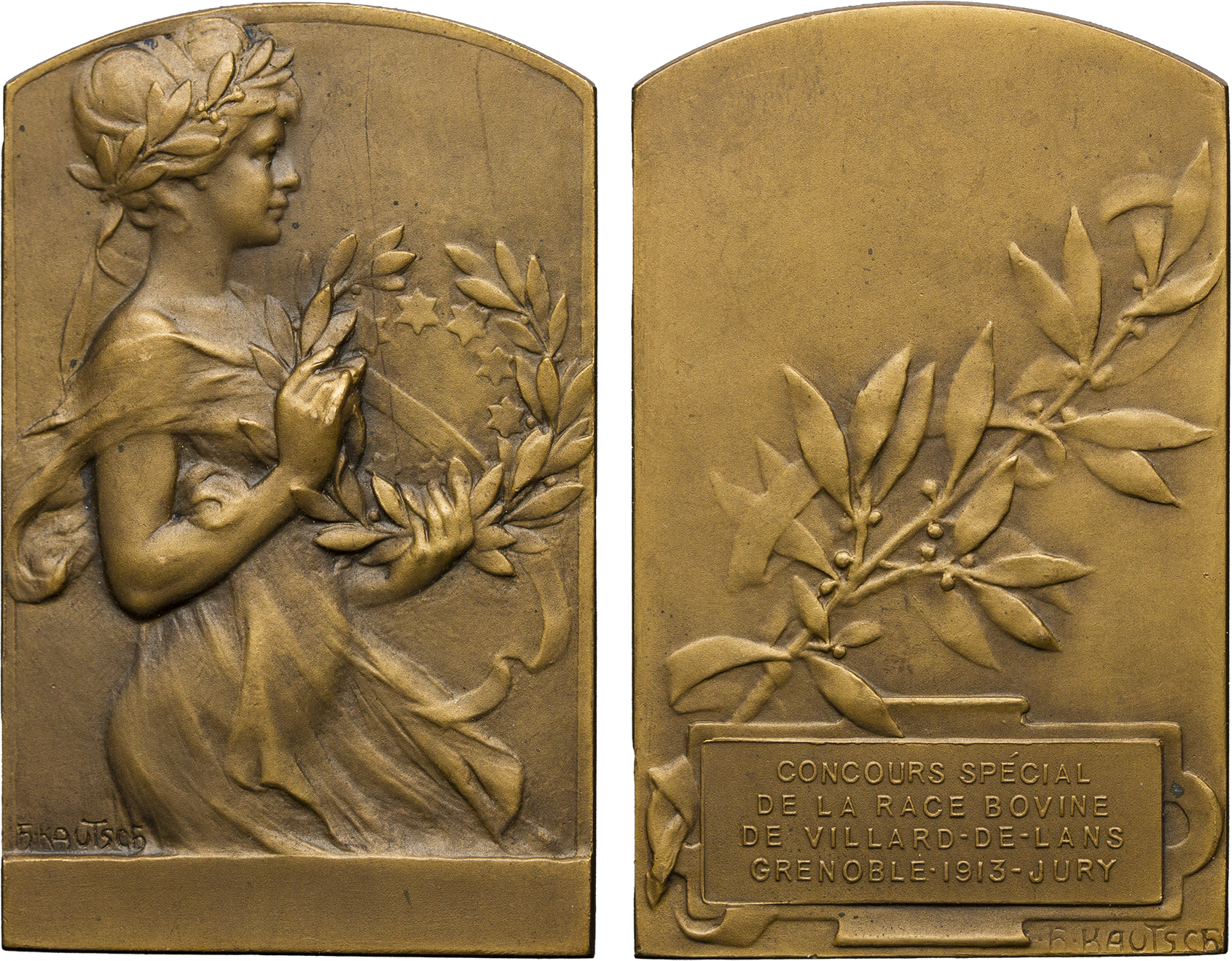
Médaille du jury du concours spécial de la race bovine de Villard-de-Lans, Grenoble, 1913, gravée par Heinrich Kautsch, frappée par Arthus Bertrand.